# Червоный Маяк (Херсонская область)

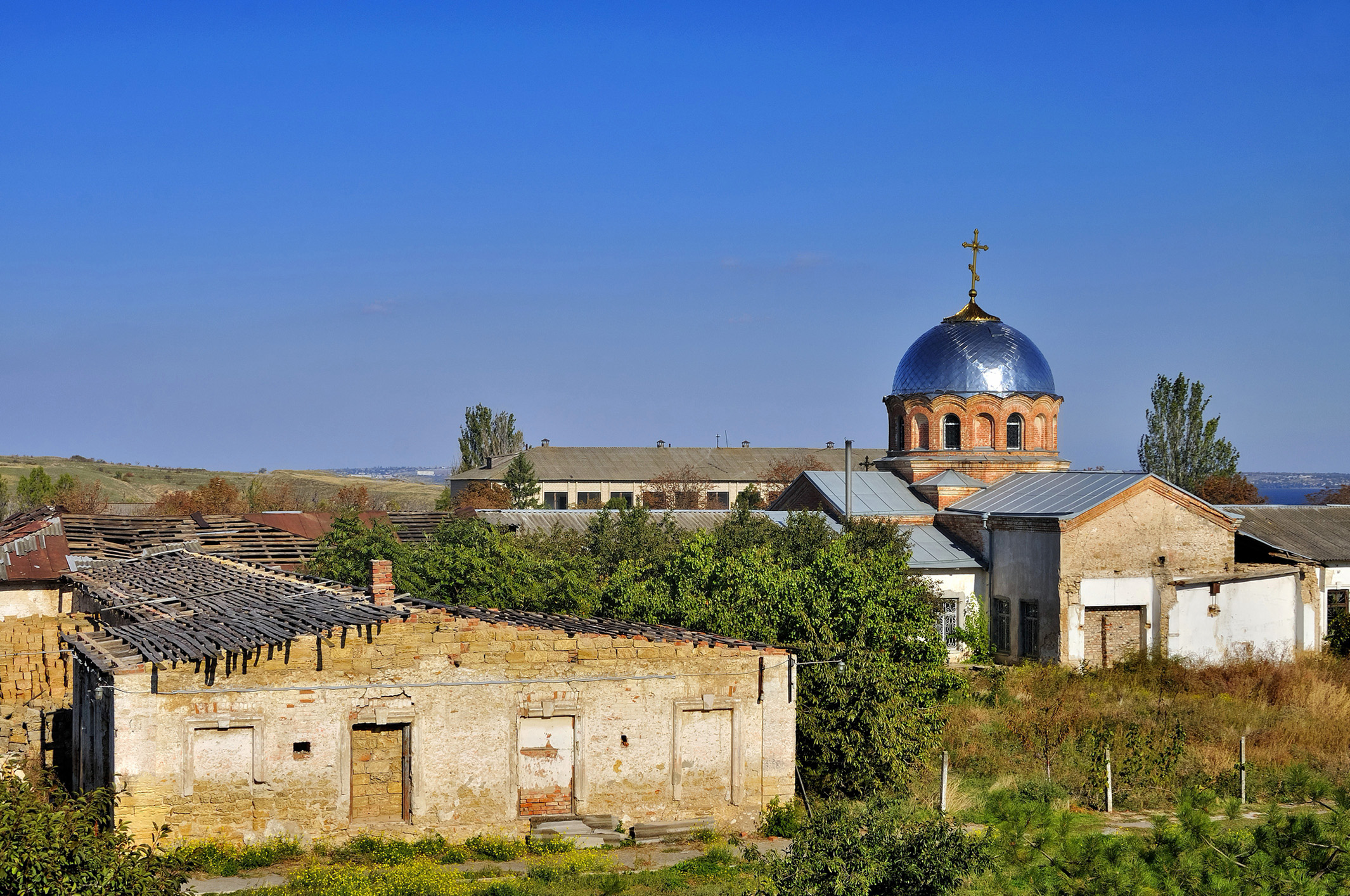
Свято-Григорьевский Бизюков монастырь

Червоный Маяк (укр. Червоний Маяк) — посёлок в Новорайской сельской общине Бериславского района Херсонской области Украины.
Почтовый индекс — 74370. Телефонный код — 5546. Код КОАТУУ — 6520688201.

## Население
Население по переписи 2001 года составляло 1883 человека.

### Языковой состав
Родной язык населения по данным переписи 2001 года:
| Язык       | Численность, чел. | Доля     |
| ---------- | ----------------- | -------- |
| Украинский | 1 716             | 91,13 %  |
| Русский    | 153               | 8,13 %   |
| Другое     | 14                | 0,74 %   |
| Итого      | 1 883             | 100,00 % |

## История
О древнем заселении территории, где сейчас расположены села Червоный Маяк и Республиканец, свидетельствуют обнаруженные здесь неолитический могильник, курганные захоронения эпохи бронзы, а также два скифо-сарматские городища и могильник.
В 1781 году на месте современного Червоного Маяка, у Пропасной балки, царское правительство выделило землю для основания монастыря. Первые монахи созданной в 1783 году Софрониевой пустыни жили в пещерах, выдолбленных в обрывах (их остатки сохранились до наших дней). Через 20 лет сюда из Смоленской губернии переведён Бизюков монастырь, и с тех пор получил официальное название — Григорие-Бизюков мужской монастырь. Среди народа распространилось название — Пропасный монастырь (по гидронимам).
В конце XVIII века монастырю принадлежало 4854 десятин земли, в том числе 2584 пахотной; под сенокосами было 786, в лесу — 830 и непригодной — 622 десятины. Его богатства возрослали, и в первой половине XIX века земельная площадь составляла уже 25 964 десятины — 1,5 % всей площади землепользования в Херсонском уезде. Кроме зернового хозяйства, здесь развивались садоводство, пчеловодство и скотоводство. Богатые рыболовные угодья монастырь за большие деньги отдавал в аренду. После реформы 1861 года Григорие-Бизюков монастырь оставался владельцем всех своих земельных угодий. На его огромных полях высевались озимые рожь и пшеница, а также яровая пшеница и овёс; выращивались просо, лён и кукуруза; заведались виноградные плантации. Урожаи зерновых на монастырских землях значительно превышали среднюю урожайность на Херсонщине и составили зависимости от погодных условий от 40 до 70 пудов с десятины. В 1887 году в монастырском хозяйстве насчитывалось 145 голов рабочего скота, 420 голов крупного рогатого скота, многие овец и свиней. Монастырь был владельцем многих промышленных предприятий мельниц, маслобойни, винодельни, вапнярни, слесарная-кузнечных, кирпично-черепичных и гончарных мастерских. Работала электростанция, применялась тогдашняя техника, в том числе локомобиль. Предприятия были достаточно прибыльными. Немалые деньги давали мельницы и маслобойни, куда со всех окрестных деревень привозили зерно и семечки. Монастырь получал доход и от сдачи земли в аренду. Арендаторы-кулаки брали большие участки в долгосрочную аренду по 2,8 — 5 руб. за десятину, а безземельные крестьянские хозяйства арендовали на год небольшие угодья. С крестьян-бедняков, которые не могли платить деньги, монастырь брал плату натурой: за пахотную землю — треть урожая, за сенокосы — от трёх пятых до двух третей скошенного сена. Были и другие источники поступления денег: несколько раз в год монахи и семинаристы шли в села собирать пожертвования. Там образом Григорие-Бизюков монастырь, доходы которого в начале XX века превышали 500 тысяч рублей в год, был одним из богатейших на юге Украины. В нём насчитывалось 70 капитальных каменных сооружений: собор, две церкви, колокольня, братский корпус в три этажа и 76 комнат, дом архимандрита на 43 комнаты, дом наместника на 12 комнат, детский приют на 5 комнат, дворянская и общая гостиницы, постоялые дворы для простого люда и много различных служб. В монастыре были фельдшерский пункт, который обслуживал монахов и семинаристов, духовная семинария и церковная школа. Вблизи обители размещались саманные хижины семейных крестьян-бедняков, которые работали в монастырском хозяйстве. На многочисленных хуторах, разбросанных по степи, жили крестьяне, которые обрабатывали монастырскую землю, ухаживали монастырскими лошадьми (хутор Конский Завод), овцами (хутор Кошара), выращивали лён (хутор Льняной).
В советское время монастырь прекратил своё существование, была разрушена запорожская церковь святого Григория (1782 год), Вознесенский собор и колокольня (1894 г.), разобрана часть ограждения. Сохранились стены с башнями (конец XVIII—I четверть XIX века), Покровская церковь, архиерейский дом с церковью Трёх Святителей, Троицкая церковь, Трапезная, корпус келий, гостиничный корпус, ворота, фонтаны (все конец XIX — начало XX века), пещерные кельи (XVIII век). В 1991 году монастырь был возрождён.